# Фарерські Острови на Чемпіонаті світу з водних видів спорту 2015
Фарерські острови взяли участь у Чемпіонаті світу з водних видів спорту 2015, який пройшов у Казані (Росія) від 24 липня до 9 серпня.

## Плавання
Фарерські плавці плавці виконали кваліфікаційні нормативи в дисциплінах, які наведено в таблиці (не більш як 2 плавці на одну дисципліну за часом нормативу A, і не більш як 1 плавець на одну дисципліну за часом нормативу B):
Чоловіки
| Спортсмен   | Дисципліна            | Попередній заплив | Попередній заплив | Півфінал        | Півфінал        | Фінал           | Фінал           |
| Спортсмен   | Дисципліна            | Час               | Місце             | Час             | Місце           | Час             | Місце           |
| ----------- | --------------------- | ----------------- | ----------------- | --------------- | --------------- | --------------- | --------------- |
| Альві Чельм | 200 м комплексом      | 2:08.98           | 42                | Завершив виступ | Завершив виступ | Завершив виступ | Завершив виступ |
| Альві Чельм | 400 м комплексом      | 4:33.15           | 40                | Н/Д             | Н/Д             | Завершив виступ | Завершив виступ |
| Пал Йонсен  | 800 м вільним стилем  | 7:55.01           | 17                | Н/Д             | Н/Д             | Завершив виступ | Завершив виступ |
| Пал Йонсен  | 1500 м вільним стилем | 14:58.52          | 9                 | Н/Д             | Н/Д             | Завершив виступ | Завершив виступ |

Жінки
| Спортсменка         | Дисципліна            | Попередній заплив | Попередній заплив | Півфінал         | Півфінал         | Фінал            | Фінал            |
| Спортсменка         | Дисципліна            | Час               | Місце             | Час              | Місце            | Час              | Місце            |
| ------------------- | --------------------- | ----------------- | ----------------- | ---------------- | ---------------- | ---------------- | ---------------- |
| Астрід Фолдарскард  | 50 м вільним стилем   | 27.24             | 61                | Завершила виступ | Завершила виступ | Завершила виступ | Завершила виступ |
| Астрід Фолдарскард  | 50 м батерфляєм       | 29.00             | 44                | Завершила виступ | Завершила виступ | Завершила виступ | Завершила виступ |
| Лена Раннваардоттір | 800 м вільним стилем  | 9:35.53           | 41                | Н/Д              | Н/Д              | Завершила виступ | Завершила виступ |
| Лена Раннваардоттір | 1500 м вільним стилем | 18:21.09          | 24                | Н/Д              | Н/Д              | Завершила виступ | Завершила виступ |